# Metamorfosi (Naïf Hérin)
Metamorfosi è un album in studio della cantautrice italiana Naïf Hérin, pubblicato nel 2015.

## Tracce
1. Métamorphose
2. Boom
3. Viaggio zero
4. Tenco è morto
5. 30 anni
6. Un bel limone
7. Poveribelli
8. Ti auguro il meglio
9. Aspettando l'aurora
10. Tu sei un miracolo
11. Selvaggia
12. Caterina